# Janez Piber
Janez Ivan Piber, slovenski rimskokatoliški duhovnik in politik, * 12. april 1866, Mlino pri Bledu, † 10. junij 1934, Ljubljana, pokopan Šenčur pri Kranju.      

## Življenje in delo
Bogoslovje je študiral v Ljubljani med letoma 1878 in 1886 ter 21. julija 1889 prejel mašniško posvečenje. Od 13. septembra 1890 do 4. avgusta 1893 je kot kaplan služboval v Šentjerneju, kasneje pa do 17. julija 1896 v Srednji vasi v Bohinju.
Oktobra 1895 opravil župnijski izpit s prav dobrim uspehom, med tem časom pa je do 4. januarja 1897 deloval v Mošnjah pri Radovljici. Od 4. januarja 1897 je služboval v Brusnicah, kjer je ostal do 2. januarja 1899.
V Bohinjski Bistrici je župnikoval med gradnjo Bohinjskega predora do 11. januarja 1911, nakar se je preselil v Zgornje Gorje kjer je ostal do leta 1920. Od leta 1920 pa do smrti je deloval v Šenčurju. Stric pesnika Jožeta Pibra.
Od leta 1908 do ukinitve kranjskega deželnega zbora je bil deželni poslanec za volilni okraj Radovljica-Kranjska gora-Tržič. V deželnem zboru se je predvsem zavzemal za gospodarski razvoj kranjske dežele ter svojega volilnega okraja. Pripravil je predlog načrta zakona o varstvu planin in pospeševanju planinskega gospodarstva (1909), predlog načrta zakona za izboljšanje zakona o škodah nastalih na poljih (1910) in predlog popravka zakona o omejitvi špekulativnega razkosavanja zemljišč (1914). Sodeloval pa je tudi z Evgenom Lampetom pri gradnji HE Završnica. Častni občan Bleda.